# Tuvmyrtjärnen, Ångermanland
Tuvmyrtjärnen är en sjö i Sollefteå kommun i Ångermanland och ingår i Ångermanälvens huvudavrinningsområde.